# Cinderblock
Cinderblock è un supercriminale che compare nei fumetti DC Comics. Comparve per la prima volta nella serie animata Teen Titans. Come il personaggio di Harley Quinn per Batman, e Mercy Graves per Superman, Cinderblock cancellò il suo debutto nella serie animata ed entrò nei fumetti dopo Crisi finale.

## Animazione

### Teen Titans
Cinderblock è un mostro umanoide di cemento i cui effetti vocali vengono forniti da Dee Bradley Baker. Nell'episodio "L'offesa", Cinderblock venne usato da Slade per fare evadere Plasmus dal carcere dopo che Robin e Cyborg non riuscirono ad effettuare le loro mosse da combattimento, andando uno addosso all'altro, cosa che risultò nell'uscita di Cyborg dai Titans dopo un litigio con Robin. Dopo che Cinderblock liberò Plasmus, Slade inviò Cinderblock ad attaccare la città mentre i Teen Titans erano impegnati a combattere Plasmus. Sfortunatamente, fu sconfitto da Cyborg che si riunì con i Titans per abbattere questo nemico.
Nell'episodio "L'Apprendista (parte 1)", Robin finì per combattere contro Cinderblock nelle fogne mentre cercava il nascondiglio di Slade. Fu facilmente sconfitto da Robin grazie ad un dispositivo di rintracciamento attaccato su di lui, cosa che portò Robin da Slade.
Nell'episodio "La scelta di Terra (prima parte)", Slade fece in modo che Terra eliminasse Cinderblock, Overload, e Plasmus e li disperse in diverse parti della città. Robin e Starfire finirono per battersi con Cinderblock finché Terra non li attaccò. In "La scelta di Terra (seconda parte)", attaccò i Teen Titans combinandosi con Overload e Plasmus per formare Ternion. Questo mostro composito fu poi sconfitto dai Teen Titans.
Nell'episodio "Ossessione", i Teen Titans si batterono contro Cinderblock nella foresta finché Robin vide quello che sembrò essere Slade. Dato che Robin si diede alla caccia di Slade con Starfire al seguito, Cinderblock ne approfittò per scappare.
Cinderblock fu un membro della Confraternita del Male come visto al termine di "Ritorno a casa". In "La cattura del Re", Cinderblock fu affiancato a Johnny Rancid per catturare Más y Menos, ma riuscirono solo a catturare Menos. In "Titans insieme", Cinderblock fu fondamentale per il piano di Beast Boy infiltrarsi nella base segreta della Confraternita del Male facendo sì che Jericho entrasse nel suo corpo per trasportare Beast Boy, Más, Pantha, e Herald. Quando Adone, André LeBlanc, Mammoth e Private H.I.V.E. gli corsero incontro per dirgli che Brain stava per congelare Robin, Cinderblock parlò e Private H.I.V.E. gli chiese da quando avesse cominciato a parlare. Quando Jericho lasciò il corpo di Cinderblock, questo cadde al suolo stordito. Fu poi congelato insieme agli altri criminali alla base.
Cinderblock comparve anche nel videogioco Teen Titans.

### Teen Titans Go!
Cinderblock comparve nell'episodio "Staff Meeting" della serie animata Teen Titans Go!. Robin cercò di combattere Cinderblock mentre piangeva sul suo bastone piegato, ma Cinderblock lo tenne saldo e lo scaraventò in aria. In "Artful Dodgers", Cinderblock fu mostrato come il direttore di una squadra di dodgeball chiamata Blockheads che fu poi sconfitta dai Teen Titans durante una partita di dodgeball. In "Starfire The Terrible", Cinderblock comparve all'inizio dell'episodio, dove Robin utilizzò la sua motocicletta per distruggere una delle braccia di Cinderblock e quindi abbatterlo.

### Fumetti
Recentemente, nei fumetti, Cinderblock comparve come parte dell'Universo DC. Inizialmente fu mostrato mentre combatteva la nuova versione dei Titans nel centro di San Francisco, e fu in qualche modo in grado di assorbire la maggior parte dei loro attacchi subendo il minimo danno. Tuttavia, Static fu in grado di distrarlo abbastanza a lungo perché Beast Boy e Wonder Girl lo impalassero dalla schiena con un largo tubo di metallo, causando lo sgretolamento del suo corpo. Questo attacco non sconfisse Cinderblock, e il suo corpo cominciò a ricomporsi. Prima che potesse ricomporsi del tutto, Bombshell scagliò la sua testa nella Baia di San Francisco. Anche se il suo fato fu ignoto, si vide Static successivamente chiedere ad Aquagirl di ritrovare la testa nella baia.
Una nota differenza tra la versione della serie animata e la versione dei fumetti, è che quest'ultima è in grado di parlare, anche se in frasi frammentate.

## Poteri e abilità
Cinderblock è fatto di cemento e possiede superforza e resistenza.
Quando Cinderblock comparve nei fumetti, ebbe presumibilmente il potere di rigenerare il suo corpo quando finì in pezzi.